# كروكوس
كروكوس (Κρόκος) هي مدينة في كوزاني في مقاطعة فوريا إلادا في اليونان.

## المناخ
يظهر الجدول التالي التغييرات المناخية على مدار السنة لكروكوس:
| البيانات المناخية لـكروكوس        | البيانات المناخية لـكروكوس | البيانات المناخية لـكروكوس | البيانات المناخية لـكروكوس | البيانات المناخية لـكروكوس | البيانات المناخية لـكروكوس | البيانات المناخية لـكروكوس | البيانات المناخية لـكروكوس | البيانات المناخية لـكروكوس | البيانات المناخية لـكروكوس | البيانات المناخية لـكروكوس | البيانات المناخية لـكروكوس | البيانات المناخية لـكروكوس | البيانات المناخية لـكروكوس |
| الشهر                             | يناير                      | فبراير                     | مارس                       | أبريل                      | مايو                       | يونيو                      | يوليو                      | أغسطس                      | سبتمبر                     | أكتوبر                     | نوفمبر                     | ديسمبر                     | المعدل السنوي              |
| --------------------------------- | -------------------------- | -------------------------- | -------------------------- | -------------------------- | -------------------------- | -------------------------- | -------------------------- | -------------------------- | -------------------------- | -------------------------- | -------------------------- | -------------------------- | -------------------------- |
| متوسط درجة الحرارة الكبرى °م (°ف) | 6 (43)                     | 9 (48)                     | 12 (53)                    | 17 (63)                    | 21 (69)                    | 26 (78)                    | 29 (85)                    | 28 (82)                    | 25 (77)                    | 19 (66)                    | 13 (56)                    | 6 (43)                     | 18 (64)                    |
| متوسط درجة الحرارة الصغرى °م (°ف) | −2 (29)                    | 0 (32)                     | 1 (34)                     | 7 (44)                     | 10 (50)                    | 14 (57)                    | 17 (62)                    | 16 (61)                    | 13 (56)                    | 8 (47)                     | 4 (40)                     | 1 (33)                     | 7 (45)                     |
| الهطول مم (إنش)                   | 53 (2.1)                   | 30 (1.2)                   | 36 (1.4)                   | 48 (1.9)                   | 64 (2.5)                   | 64 (2.5)                   | 38 (1.5)                   | 28 (1.1)                   | 28 (1.1)                   | 81 (3.2)                   | 86 (3.4)                   | 130 (5.3)                  | 690 (27.1)                 |
| المصدر: Weatherbase               |                            |                            |                            |                            |                            |                            |                            |                            |                            |                            |                            |                            |                            |